# ممرات ضيقة (مسلسل)
يتحدث المسلسل ممرات ضيقة عن قصص مختلفة لنساء في السجن و يقدم قصص واقعية من سجن النساء، يظهر معاناة النساء العربيات في السجون و يعتبر من أوائل الأعمال العربية التي تتحدث عن هذه الفئة المهملة

## قصة المسلسل
وفي حديث لـ(mbc.net) يصف مخرج العمل المسلسل بأنه عمل يضم قصصا متشابكة؛ إذ لا يقوم البناء الدرامي لهذا العمل على قصة واحدة بل على عشرين حكاية تتعلق بنساء سجينات.
ويضيف «إنها حكايات نساء أجبرن على الاندفاع في طريق يوصل في النهاية إلى ما وراء القضبان ليدفعن ثمن أخطاء ارتكبنها، لم يكن وحدهن المسؤولات عنها. فيرصد أسباب دخولهن السجن، وكيف سيتعامل المجتمع معهن بعد انقضاء فترة الحكم».أما الحكاية الرئيسية فهي لامرأة يؤدي سجنها إلى طلاقها، ومن جهة أخرى تتشعب
القصة إلى علاقة تربط أحد العاملين في السجن بإحدى السجينات، في إطار إنساني يتطور مع الوقت ليصل إلى قصة حب.[[تصنيف:مقالات ذات عبارات بحاجة لمصادر منذ مايو 2023}}]][بحاجة لمصدر]

## فريق العمل
- المخرج : محمد الشيخ نجيب
- تأليف :الكاتب السوري فؤاد حميرة.[2]
- التصوير السينمائي: عبد الإله عواملة (التصوير)
- قسم الملابس: راميا الحداد (مشرفة ملابس)
- قسم المونتاج: محمد الحميد (مونتاج)
- قسم الماكياج: ظلال بطل (ماكياج)
- قسم الموسيقى: وليد الهشيم (التأليف والتوزيع الموسيقي)
- قسم الإنتاج: المها للإنتاج التلفزيوني والسينمائي (الإنتاج) شركة بانة للإنتاج الفني والتوزيع (المنتج المنفذ)
- مدير الإنتاج: عماد الحلاق
- قسم الصوت: نادر حوا (مشرف صوت)

أقسام متعددة: عبد الإله فرهود (ديكور) 

## نجوم المسلسل
- دينا خانكان
- أمانة والي
- عباس النوري
- منى واصف
- ناهد حلبي
- يارا صبري
- محمد حداقي
- كاريس بشار
- رنا شميس
- اندريه اسكاف
- أيمن رضا
- مكسيم خليل
- جهاد سعد
- تولين البكري
- كندة حنا
- جيهان عبد العظيم
- تاج حيدر
- جيني اسبر
- انطوانيت نجيب
- لمى إبراهيم
- ميريام عطا الله
- هبة نور